# Маруфа
Мару́фа, или Мару́та, или Мару́ф (др.-греч. Μαρουθᾶς; лат. Maruthas; церк.-слав. Марѹ́өа; IV век — ~ 420 года) — епископ Тагритский (Мартиропольский), в Месопотамии, христианский писатель, поэт, гимнограф, агиограф.
Маруфа участвовал в Первом Константинопольском соборе в 381 году против духоборцев, в Антиохийском соборе в 382 году против мессалиан. Он был дважды в Константинополе с просьбой о защите персидских христиан против шахиншаха Издегерда и служил посредником при заключении мира между последним и императором Феодосием. Под влиянием Маруфы Издегерд дозволил открытое исповедание в Персии христианства, устройство нескольких христианских храмов и созыв двух соборов, из которых второй, в 415 году, утвердил для церкви месопотамской Никейский Символ веры. Сократ Схоластик сообщает, что Маруфа и Авдий, попостившись и помолившись, избавили сына шашаншаха от мучившего его демона.
Его «История мучеников персидских» — один из исторических первоисточников за 330—370 годы; издан Ассемани на сиро-халдейском языке с латинским переводом в «Acta Sanctorum orientalium et occidentalium» (Рим, 1748; русский перевод в «Христианском чтении» за 1827 и 1828 годы). Толкования на Евангелия (на сирском языке) не изданы; (отрывки у Ассемани). После Маруфы остались ещё «Литургия» в сирийском Служебнике; 26 правил бывшего под его председательством собора в Селевкии-Ктесифоне 410 года (в рукописи во Флоренции); 73 правила собора Никейского с описанием его деяний (в рукописи); священные песнопения в честь месопотамских мучеников, до настоящего времени находящиеся в употреблении у сирийцев.